# Colina do Mirante
Colina do Mirante är en kulle i Brasilien.   Den ligger i kommunen Teresópolis och delstaten Rio de Janeiro, i den sydöstra delen av landet, 900 km sydost om huvudstaden Brasília. Toppen på Colina do Mirante är 1 022 meter över havet, eller 119 meter över den omgivande terrängen. Bredden vid basen är 1,3 km.
Terrängen runt Colina do Mirante är kuperad åt nordost, men åt sydväst är den bergig.Runt Colina do Mirante är det tätbefolkat, med 511 invånare per kvadratkilometer.. Närmaste större samhälle är Teresópolis, 1,4 km nordväst om Colina do Mirante.
Runt Colina do Mirante är det i huvudsak tätbebyggt.